# Freja (kalender)
För andra betydelser, se Freja (olika betydelser).
Freja, svensk kalender innehållande många noveller och dikter och var riktad till en mestadels kvinnlig publik. Kalendern utgavs en gång om året 1861-1879.
Varje årgång av Freja hade "fyra fina plancher".